# Sistema educativo de la provincia de Entre Ríos
El Sistema Educativo en la provincia de Entre Ríos en Argentina se rige por lo establecido en la Ley 9890 donde se estructura el sistema educativo provincial. Se divide en cuatro niveles y ocho modalidades. La ley garantiza la educación de carácter pública, estatal, gratuita y laica en todos los niveles y modalidades. Además todo el sistema tiene como marco la ley de Educación Nacional Nº 26.206, que delinea las estructuras y políticas educativas de la República Argentina. La educación es obligatoria entre los 5 y 17 años de edad, es decir desde el último años del nivel inicial hasta la culminación del nivel secundario. 

## Consejo General de Educación
Según la Constitución de la Provincia de Entre Ríos la organización y dirección técnica y administrativa de la enseñanza común, será confiada a un Consejo General de Educación, autónomo en sus funciones, compuesto por un director general de escuelas, que ejercerá su presidencia y cuatro vocales, nombrados, uno y otros, por el Poder Ejecutivo, con acuerdo del Senado, por un período de cuatro años. Sus atribuciones serán deslindadas por la ley. (Art 263)
La reglamentación vigente establece que al CGE le corresponde:
a) Garantizar el cumplimiento de la Ley de Educación Provincial 9890 estableciendo procesos de concertación democrática entre los diversos actores educativos.
b) Cumplir y hacer cumplir la Política Educativa, la legislación vigente y su reglamentación en materia de educación.
c) Planificar, administrar y supervisar el Sistema Educativo Provincial.
d) Aprobar los Diseños y Lineamientos Curriculares para los distintos niveles y modalidades del Sistema Educativo y los planes de estudio de las diferentes carreras dentro de su ámbito de competencia.
e) Organizar el sistema provincial de información y evaluación de la calidad educativa.
f) Establecer las categorías de las Instituciones Educativas.
g) Aprobar la reglamentación de los concursos docentes.
h) Establecer y aplicar el calendario escolar.
i) Expedir títulos y certificaciones de estudio y establecer equivalencias.
j) Revalidar títulos y diplomas docentes extranjeros.
k) Designar, ascender, trasladar, reubicar, remover y ejercer la facultad disciplinaria sobre el personal docente y administrativo, conforme a las normas vigentes .
l) Desarrollar programas de cooperación con Instituciones académicas.
m) Proponer al Poder Ejecutivo la construcción, ampliación y refacción de edificios escolares u oficinas de la repartición sobre la base de los relevamientos anuales.
n) Proponer al Poder Ejecutivo la adquisición, aceptación de donación o expropiación de bienes que contribuyan al desarrollo de la educación.
ñ) Designar a propuesta del Director General de Escuelas, a los representantes de los docentes elegidos para integrar el Jurado de Concursos y Tribunal de Calificaciones y Disciplina.
o) Presentar el anteproyecto del presupuesto anual educativo y ejecutarlo, asegurando la distribución de los recursos según criterios que promuevan la calidad y equidad educativa.
p) Efectuar los correspondientes informes y las rendiciones cuyo control competa al Tribunal de Cuentas.
q) Alquilar inmuebles necesarios para el funcionamiento de las Instituciones educativas u oficinas del Organismo Provincial.
r) Promover la promoción de textos escolares para garantizar el derecho de acceso al libro a todos los alumnos del Sistema Educativo Provincial.(Consejo General de Educación de la Provincia de Entre Ríos. Resolución 9595 del 17 de noviembre de 2011.)
El CGE es un organismo colegiado, con un presidente y cuatro vocales nombrados por el Poder Ejecutivo provincial. Uno de los cuatro vocales es designado a propuesta de los docentes de la provincia, por voto directo y obligatorio. También los docentes votan representantes en Jurado de Concursos y Tribunal de Calificaciones y Disciplina.
El actual Presidente del CGE y Directora General de Escuelas es el Profesor José Luis Panozzo

## Niveles
El Sistema Educativo se divide en cuatro niveles:
a) Educación Inicial comprende el Jardín Maternal para niños a partir de los 45 días del 
nacimiento hasta los dos (2) años de edad y el Jardín de Infantes, para los niños desde los tres (3) y hasta los cinco (5) años de edad, siendo este último año de carácter obligatorio. 
b) Educación Primaria, a partir de los seis (6) años de edad, de seis (6) años de duración, organizada en dos ciclos.
c) Educación Secundaria, de seis (6) años de duración, organizada en dos ciclos: el Ciclo Básico Común y el Ciclo Orientado, de carácter diversificado según áreas del conocimiento.
d) Educación Superior, a partir de la finalización de la Educación Secundaria, en el marco de la legislación nacional vigente.- (Ley Provincial 9890 de Educación Art 22)

## Nivel Inicial y Modalidades.
Según el Artículo 5° del Marco Pedagógico y Normativo para Nivel Inicial aprobado por resolución 3945/10 CGE, la educación inicial se brindará en instituciones educativas públicas, de gestión estatal y privadas...cuya organización será:
- Unidades Educativas de Nivel Inicial
- Jardines de Infantes de Escuelas Primarias o Escuelas Normales
- Jardines Materno Infantiles
- Jardines Maternales

### Educación Primaria Modalidad de Educación Rural

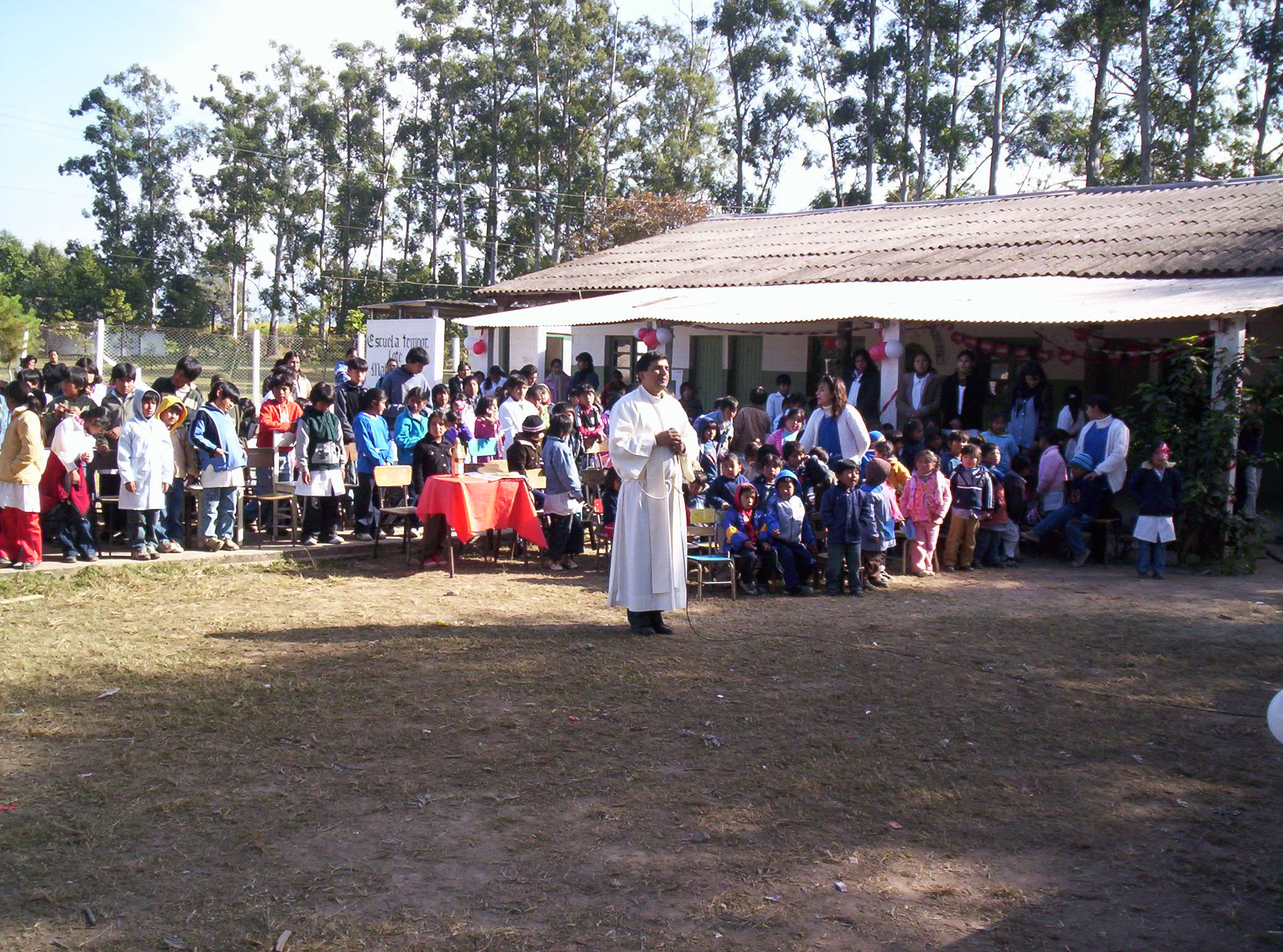
Escuela Nº 644 Lote Maíz Negro - F. Pintado - Provincia de Jujuy

#### Reseña histórica de la institución
La Escuela Nº 644 “TEMPORARIA LOTE MAIZ NEGRO” fue creada en el año 1952 con el nombre de  “CACIQUE VILTIPOCO”.Al principio consistía en un salón construido de paja y de adobe, hacia 1975 se reconstruyó de bloque y de fibra cemento y contó aproximadamente con seis habitaciones con sus respectivos baños de letrina.
Con posterioridad se construyó otro sector contando en la actualidad con diez grados en su totalidad, abarca desde Jardín de 4 º Año hasta 7º Año, con sus respectivos baños de letrina, en este año se realizó la inauguración de tres baños dos para niños, con piletas e inodoro y uno para y uno para el personal docente, todos revestidos de cerámicos, desde los fondos de cooperadora se colocaron los cielos rasos. Se reacondicionó la cocina con baja mesada, encentrándose a la intemperie y tiene un sector destinado a la preparación de la merienda, se usa el fuego a leña, para la realización de la merienda, se cuenta con un horno de barro en el cual se realiza el amasado del pan, que comen los niños en el desayuno que la escuela les brinda.
Se inauguró la Biblioteca, espacio que no contaba la institución, y se acondicionó el espacio, con puertas y ventanas nuevas y colocándose cielo raso y pintura con fondos de cooperadora.
En la actualidad la Escuela, cuenta con dos sectores bien diferenciados cada uno con sus respectivos baños donde se ubican los grados, una sala de maestros, la dirección, la cocina, en la cual funciona como depósito también por carecer de este espacio y un amplio patio.
Para estos avances Edilicios se contó con la colaboración de la Empresa Ledesma y la ardua labor de la directora.
En cuanto a la población educativa de la escuela esta es directamente proporcional a la población del Lote, que en una primera instancia llegó a ser alta ya que se requería mucha mano de obra para la Cosecha Manual de la Fruta que la Empresa Ledesma necesita se incrementa la matrícula a mediados de junio época en que dicha Empresa, Exporta Fruta por lo que requiere de manos de obra.
Durante los primeros años la cosecha duraba mucho tiempo, y llegó esta escuela a ser de 1º categoría, siendo ayudada en todo desde el Ministerio de Educación y con el correr de los años, la implementación de maquinarias, sustituyó en gran parte la mano de obra, quedando solo para el cerco, en la actualidad al ser de 3º categoría no recibe ninguna ayuda, toda lo que recibe es por gestión solo de la directora a la Empresa Ledesma.

#### El lote donde funciona la escuela
El Lote Maíz Negro se encuentra ubicado en la Provincia de Jujuy en el Departamento de Ledesma a 7 km. de la localidad de Fraile Pintado. Es propiedad de la Empresa Ledesma SAAI. Este Lote se habita solo en época de Zafra y queda, desabitado el resto del año.
Sus Instituciones Públicas son Básicas. Cuenta con una Sala de Primeros Auxilio, una Oficina de Vigilancia, un Salón Parroquial donde se realizan las Celebraciones Litúrgicas y la Escuela.

#### Características de las viviendas
Las viviendas se encuentran dispuestas a ambos lados de la Avenida principal 18 de Septiembre ordenadas por sectores llamados Galpones donde se encuentran las piezas.
Con construcciones de bloque con techos de chapas, amplias ventanas y piso alisado. Cada pieza tiene una galería donde se ubica una pileta. Los baños son compartidos.
La distribución de las viviendas se realiza de acuerdo al número de hijos

#### Características de las familias
Las familias que residen temporalmente provienen de diversos lugares de la Provincia (la Quiaca, Yavi, El Carmen, etc.), también lo hacen de Provincias vecinas como Salta, Mendoza, San Juan (provincias agrícolas).
El núcleo familiar por lo general se encuentra compuesto por los padres, y los hijos, el padre trabaja de Cosechero de Fruta , para la Empresa Ledesma y la madre se encarga de los niños, en muchos de los casos se observa que en la casa no hay presencia de la madre, denotándose así un descuido para con sus hijos siendo la Escuela en muchos casos , la que se encarga de brindar a los niños no solo los conocimientos sino, solicitar la atención medica por distintas patologías que el niño pudiera presentar, por lo gral ellas se ocupan de los quehaceres doméstico y como recreación juegan a la pelota entre mujeres.
La mayoría de los adultos tienen solo el Nivel Primario completo o en muchos casos incompleto, son muy pocos los que tienen el Nivel Secundario terminado, por lo tanto se hace difícil el acompañamiento activo de los padres en el proceso de enseñanza aprendizaje.
La presencia de material didáctico en los hogares es muy escasa aunque hay casos en que los niños tienen manejo de manuales, textos de consulta general y diccionarios. 
En cuanto a revistas y diarios es casi nula la existencia en estos parajes.

#### Características del plantel docente

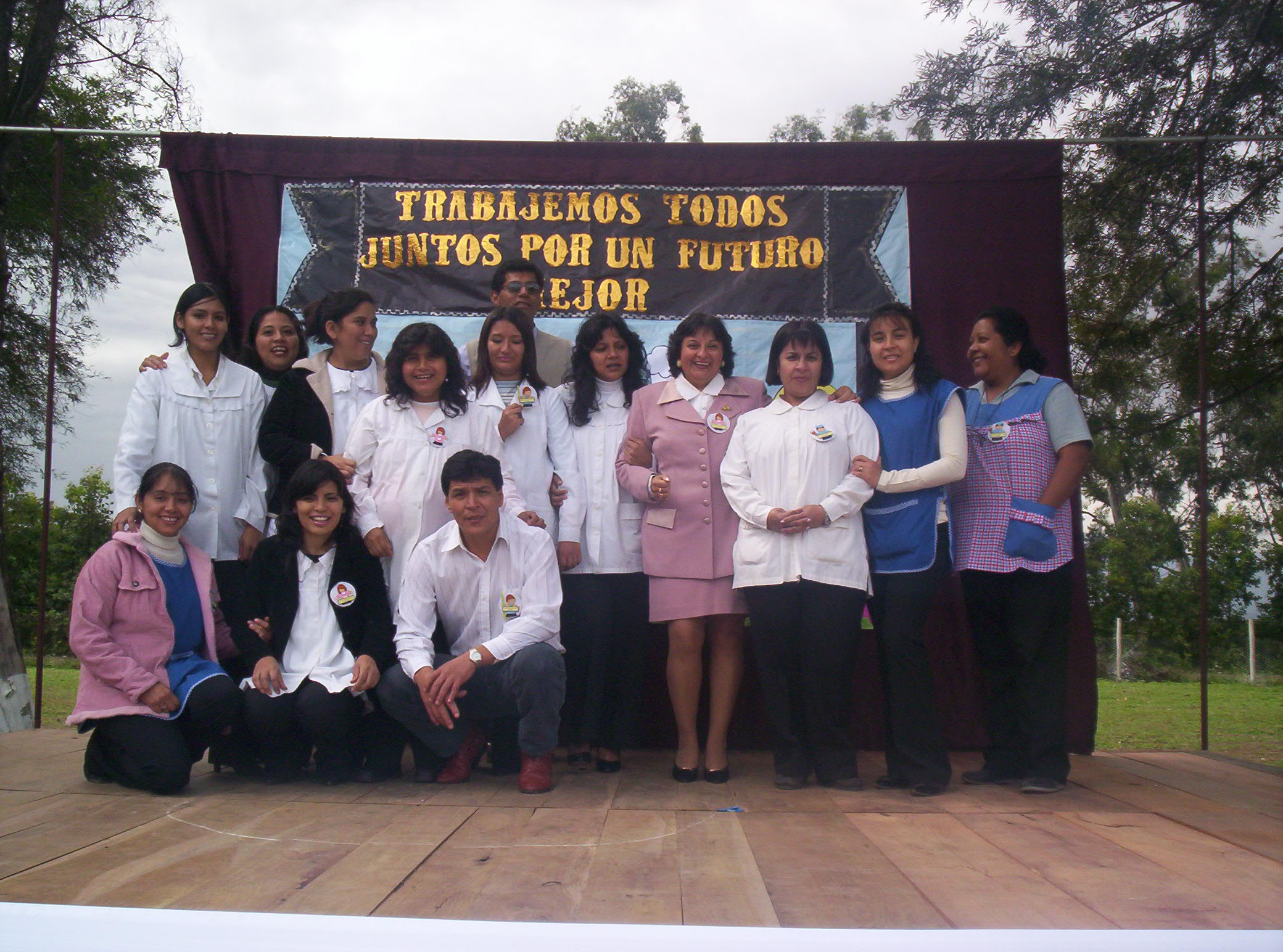
Plantel Docente Escuela 644 - Año 2008

Todos los años son distintos los actores del Plantel Docente pues, año a año se renueva debido a que estos no son de carácter titular sino provisional y a los cargos se accede por orden de Mérito cuando se hace el ofrecimiento de cargo. 
Actualmente tiene un Plantel formado por siete Maestros de Grado, cuatro de las áreas Especiales y un Directivo. También cuenta con tres porteros abocados a la tarea de limpieza y a la realización de la merienda dos perteneciente al programa de Regímenes Especiales y una de los Planes de Jefes y Jefas de hogar, la escuela cuenta solo con un personal titular un Personal de Servicio, quien se encuentra con traslado transitoria .

#### Descripción de Matrícula
La mayor particularidad de los alumnos de esta Institución, es que se inscriben el primer día de clases para iniciar su ciclo lectivo acá, y con el inicio de las actividades escolares todo los días se reciben nuevos niños. A fines de mayo se incorpora un grupo más de infantes cuyos padres comienzan su actividad en la Empresa, en algunos de los casos, los niños que ingresan no han iniciado el período escolar en tiempo y en forma ya que hasta ese momento vivían en fincas alejadas y por precaución los padres no los enviaban a la escuela.
Este grupo heterogéneo, pues presenta amplia diversidad cultural, es en su mayoría de bajos recursos pues sus progenitores trabajan solo en la actividad de cosecha y cobran proporcional a los días trabajados y a la cosecha realizada por día, cabe destacar que cuando llueve no hay ingreso diario.
La Matrícula actual es de 180 niños la cual se infiere aumentará en el mes de junio.
Es oportuno destacar que de todos los Lotes pertenecientes a la Empresa Ledesma este es el de mayor matrícula escolar.

## Nivel Secundario y Modalidades
Según la Ley de Educación Provincial la Educación Secundaria constituye una unidad pedagógica y organizativa destinada a los adolescentes, jóvenes y adultos que hayan cumplido con la educación primaria..
El nivel presenta definiciones curriculares diferentes para cada una de las modalidades explicitadas por la ley según los requerimientos propios de cada modalidad.

#### Educación Secundaria Orientada
Según el Artículo 38 de la Ley 9890 La propuesta curricular de la Educación Secundaria se integra por un campo de conocimientos de formación general en el Ciclo Básico y en el Ciclo Orientado por un campo de una formación específica vinculada a determinadas áreas del conocimiento. Las diferentes orientaciones formarán capacidades, competencias y habilidades de aplicación en el medio social, cultural, tecnológico y productivo de modo que posibiliten la inserción laboral de los egresados o la prosecución de estudios superiores.- 
La duración de la Educación Secundaria es de 06 años. 
La cantidad de alumnos transcurridos en el año 2013 es de un total de 243.600 jóvenes entre los 13 a 18 años de pubertad
Títulos y orientaciones:: las ofertas de educación secundaria en la provincia se certifican con el título de Bachiller con orientación en..., la provincia ha implementado siete orientaciones de las diez propuestas por las autoridades educativas nacionales. Las mismas han sido establecidas y determinadas según resoluciones 3322/10 CGE y modificatoria resolución 3490/10 CGE, y resolución 0401/13 CGE:
- Arte
- Ciencias Naturales
- Ciencias Sociales y Humanidades
- Comunicación
- Economía y Administración
- Educación Física
- Turismo

Ciclos formativos: la educación secundaria se divide en dos ciclos: 
- Ciclo Básico Común: con espacios curriculares comunes a todas la orientaciones, del campo de la formación general
- Ciclo Orientado: con espacios curriculares comunes a todas las orientaciones del campo de la formación general mas aquellos espacios curriculares específicos de la orientación correspondiente.

Trayectorias Formativas: Toda la propuesta curricular de la escuela secundaria estará comprendida por dos campos: 
Campo de la Formación General Básica: que está conformado por espacios curriculares que se encuentran tanto en el Ciclo Básico Común como en el Ciclo Orientado, tales como: Lengua y Literatura, Artes Visuales, Música, Matemática, Biología, Física, Química, Historia, Geografía, Formación Ética y Ciudadana, Educación Física, Lenguas Extranjeras, Economía, Psicología, Filosofía, Educación Tecnológica, Tecnologías de la Información y la Comunicación. “Diseñar el campo de la Formación General implica incluir en todas las orientaciones de la Educación Secundaria, en sus distintas modalidades, “el saber acordado socialmente como significativo e indispensable. Refiere a lo básico: a los saberes que son necesarios para garantizar el conocimiento y la interlocución activa de los adolescentes y jóvenes con la realidad, y también a los
 que son pilares de otras formaciones, posteriores.”
Campo de la Formación Específica: está conformado por aquellos espacios curriculares que constituyen el Ciclo Orientado de las Orientaciones que la Provincia de Entre Ríos ofrece: Arte, Comunicación, Ciencias Naturales, Economía y administración, Ciencias Sociales y Humanidades y Turismo.(...) la Formación Específica intenta ofrecer a los estudiantes una formación orientada hacia determinados campos del saber, en vistas a su futuro y a su preparación para abordar estudios posteriores y para la vida profesional-laboral. Ya que, un Ciclo Orientado que prepare para la vida y para la vida con otros, desafía a vivir con otros en la escuela de hoy y pensar su organización como ámbito formativo. (Resolución 3322/10 CGE)
Dentro de la estructura curricular el Diseño plantea también el establecimiento de Prácticas Educativas. en todas las orientaciones definidas por la Resolución 3322/10 CGE como la necesidad de implementar acciones que ponen en juego la propuesta escolar en otros ámbitos sociales: ya sea en el mundo cultural, el artístico, el comunicacional o el laboral. En este sentido, en la Ley 26.206 en su Art. 33, se reconoce explícitamente la necesidad de que las instituciones escolares propicien la realización de prácticas educativas:“Las autoridades jurisdiccionales propiciarán la vinculación de las escuelas secundarias con el mundo de la producción y el trabajo. En este marco, podrán realizar prácticas educativas en las escuelas, empresas, organismos estatales, organizaciones culturales y organizaciones de la sociedad civil, que permitan a los/as alumnos/as el manejo de tecnologías o brinden una experiencia adecuada a su formación y orientación vocacional. En todos los casos estas prácticas tendrán carácter educativo y no podrán generar ni reemplazar ningún vínculo contractual o relación laboral” (CFE (2009) Resolución 93 Orientaciones para la Organización Pedagógica e Institucional de la Educación Secundaria Obligatoria. Buenos Aires. Argentina.) Así, teniendo en cuenta este marco nacional y provincial, se propone la creación de Prácticas Educativas como un espacio curricular común a todas las orientaciones donde se puedan construir estrategias y actividades formativas que, como parte de la propuesta curricular, tengan como propósito que los estudiantes consoliden, integren y/o amplíen las capacidades y saberes que se corresponden con el perfil profesional en el que se estén formando, sin que ello implique una capacitación específica para un empleo sino un proceso de orientac
ión vocacional y laboral que les permita reflexionar sobre su futuro y su proyecto de vida y los motive a investigar sobre los distintos campos ocupacionales y propuestas de estudios superiores.
La educación secundaria provincial propone nuevas posibilidades curriculares las cuales se están desarrollando:
- Tutorías Disciplinares: La figura del Tutor disciplinar tiene el propósito de acompañar, orientar y ayudar a los estudiantes en sus procesos de aprendizajes, a la vez que aportar una mirada pedagógica-didáctica a los equipos docentes en relación a las diversas situaciones y problemáticas escolares. En ese sentido, se espera que contribuya especialmente en relación a cuestiones focalizadas en los procesos de aprendizaje, intentando revertir problemas tales como: repetición, sumatoria de espacios curriculares para rendir a fin de año o como espacios curriculares previos, desgranamiento, entre otras. La Tutoría debe propiciar una mirada institucional pedagógica que posibilite a los actores escolares -especialmente los equipos docentes- la construcción de una visión integral de los procesos que se lleven a cabo. Para el desempeño de dichas tareas, es fundamental el conocimiento del contexto en el que se desarrolla la cotidianeidad escolar (familia, grupo/s, equipos, etc.), para situar las problemáticas a la vez que organizar las posibilidades institucionales de abordaje. En este sentido, su tarea es de estrecha colaboración con la gestión pedagógica, sin perder la especificidad de su función, ya que debe reconocérsele al tutor tareas asignadas de antemano que irá construyendo colectivamente según las realidades de cada comunidad educativa. (Resolución 3322/10 CGE)

- Formación Complementaria: En la Formación Complementaria se implementan Proyectos o Itinerarios que tienen como propósito el desarrollo de horas disponibles y que presupuestariamente se otorguen, y que no formen parte de las respectivas estructuras curriculares de las Orientaciones. Las mismas constituirán espacios de enseñanza con cierta autonomía, a través de los cuales las instituciones- de acuerdo a su singularidad y particularidad- construirán propuestas acordes a su realidad y necesidad pedagógica. (Resolución 3344/10 CGE)

La formación Complementaria se acredita con Certificación paralela al título de Bachiller.
Escolaridad Obligatoria:
La Educación Secundaria es obligatoria entre los 12 y 17 años de edad. El estado garantiza plenamente el derecho de los niños y adolescentes de acceder a la educación secundaria. En el siguiente cuadro se enmarcan las edades de referencia en las trayectorias escolares del nivel.
| Ciclo        | Curso  | Edades  |
| ------------ | ------ | ------- |
| Básico Común | 1° año | 12 años |
| Básico Común | 2° año | 13 años |
| Básico Común | 3° año | 14 años |
| Orientado    | 4° año | 15 años |
| Orientado    | 5° año | 16 años |
| Orientado    | 6° año | 18 años |

#### Educación Secundaria: Modalidad de Educación Permanente de Jóvenes y Adultos
El Normativa vigente Resolución 2158 CGE del 25 de junio de 2009 configura la Educación Secundaria de Jóvenes y Adultos con una durabilidad de 03 años con dos ciclos: Básico (1° y 2° año) y Orientado (3° año). Atendiendo a los campos formativos planteados para la Educación Secundaria se plantean dos campos formativos: Formación General y Formación Específica. La estructura curricular se completa con Tutorias Disciplinares con las mismas consideraciones pedagógicas que en la Secundaria Orientada.
Titulación y Orientaciones: los egresados obtienen el título de Bachiller con Orientación en... Se han establecido seis orientaciones para la modalidad determinadas y establecidas por Resolución 4000/11 CGE: 
- Arte
- Ciencias Sociales y Humanidades
- Ciencias Naturales
- Comunicación
- Economía y Administración
- Turismo.

Modalidad Semipresencial

#### Educación Secundaria: Modalidad de Educación Técnico-Profesional
La educación secundaria en la modalidad técnico profesional tiene una duración de 07 años, distribuida en dos ciclos (Básico y Superior) brindada por las Escuelas de Educación Técnica y Agrotécnica.
Trayectorias formativas: Los contenidos curriculares son desarrollados sobre la base de los siguientes campos formativos:
- Formación Ética. ciudadana y Humanística General (F.E.C y H.G);
- Formación Científico-Tecnológica (F.C.T)
- Formación Técnica Específica (F.T.E) en ciclo básico su formato corresponde a la propuesta Vinculación con el Mundo del Trabajo y la Producción (V.M.T y P);
- Prácticas Profesionalizantes (P.P) sólo para el Ciclo Superior.

Edades de referencia en la modalidad.
| CICLO    | CURSO       | EDAD    |
| -------- | ----------- | ------- |
| Básico   | Primer Año  | 12 años |
| Básico   | Segundo Año | 13 años |
| Básico   | Tercer Año  | 14 años |
| Superior | Cuarto Año  | 15 años |
| Superior | Quinto Año  | 16 años |
| Superior | Sexto Año   | 17 años |
| Superior | Séptimo Año | 18 años |

Titulación y Especialidades: los egresados obtienen el título de Técnico en .... La provincia cuenta actualmente con 30 especialidades técnicas para el nivel secundario:
1. MAESTRO MAYOR DE OBRAS.
2. INDUSTRIA DEL VESTIR.
3. CONSTRUCCIÓN NAVAL.
4. MICROEMPRENDIMIENTOS PRODUCTIVOS.
5. ADMINISTRACIÓN DE EMPRESAS.
6. ORGANIZACIÓN DE PROCESOS PRODUCTIVOS AGROPECUARIOS.
7. AEROFOTOGRAMETRÍA.
8. PRODUCCIÓN AGROPECUARIA. (B y S) O (C.N)
9. AERONÁUTICA.
10. PRODUCCIÓN DE ARTES Y DECORACIONES.
11. AUTOMOTORES.
12. TIEMPO LIBRE, RECREACIÓN Y TURISMO.
13. COMPUTACIÓN.
14. HIDRÁULICA.
15. ELECTRICIDAD CON ORIENTACIÓN EN ELECTRÓNICA INDUSTRIAL.
16. MECÁNICA CON ORIENTACIÓN EN MÁQUINAS AGRÍCOLAS.
17. ELECTRICIDAD.
18. MECÁNICA ELECTRICISTA.
19. ELECTRÓNICA.
20. MECÁNICA RURAL.
21. EQUIPOS E INSTALACIONES ELECTROMECÁNICAS.
22. MECÁNICA VIAL.
23. GASTRONOMÍA.
24. MECÁNICA.
25. GESTIÓN ORGANIZACIONAL.
26. QUÍMICA.
27. INDUMENTARIA.
28. VIAL.
29. INDUSTRIA DE LA ALIMENTACIÓN.
30. INDUSTRIALIZACIÓN DE LA MADERA Y EL MUEBLE.

## Educación Superior Universitaria
La provincia cuenta con seis universidades con sedes en su territorio: 
- Universidad Nacional de Entre Ríos (UNER)
- Universidad Católica Argentina (UCA)
- Universidad Adventista del Plata (UAP)
- Universidad Tecnológica Nacional (UTN)
- Universidad de Concepción del Uruguay (UCU)
- Universidad Autónoma de Entre Ríos (UADER)

Además existen varias universidades con regímenes semi-presenciales dentro de modalidades de educación a distancia que tienen unidades académicas en la provincia; tal es el caso de la Universidad Católica de Salta (UCASAL), la Universidad Blas Pascal (UBP) o la Universidad Nacional del Litoral (UNL), entre otras.
La Facultad de Ingeniería de la Universidad Nacional de Entre Ríos (UNER), ubicada en Oro Verde es la primera institución en Sudamérica en brindar la carrera de Bioingeniería, desde 1985. El 3 de julio de 1992, se produce -con 8 egresados- la primera colación de Bioingenieros, fecha en la que desde entonces se celebra en Argentina el "Día del Bioingeniero".

## Modalidades
Las ocho modalidades son Educación Rural y de Islas, Educación Técnico- Profesional, Educación Especial, Educación Intercultural Bilingüe, Educación Domiciliaria y Hospitalaria, Educación en contexto de Privación de la Libertad, Educación Permanente de Jóvenes y Adultos y Educación Artística
- Modalidad de Educación Rural
- Modalidad de Educación en Contexto de Privación de la Libertad
- Modalidad de Educación Artística
- Modalidad de Educación Domiciliaria y Hospitalaria

Còmo surgio la Modalidad Domiciliaria
A partir de la sanción de la Ley de Educación Nacional 26.206, la Educación Domiciliaria y Hospitalaria se
instaura en nuestro Sistema Educativo Nacional como una modalidad claramente definida.La Educación Domiciliaria y Hospitalaria tiene un largo recorrido histórico en nuestro país, como práctica educativa, sostenida desde el quehacer responsable de numerosos docentes que asumieron la escolarización de los alumnos en contextos hospitalarios y domiciliarios. Por lo tanto, lo nuevo y actual es la definición política de constituirla como modalidad a partir del reconocimiento de su especificidad que le concede sus signos de identidad. Sin embargo, no hay nada más viejo que la enfermedad que la promociona, que le da forma y la determina.
La Educación Domiciliaria y Hospitalaria alcanza entonces su carácter de modalidad dentro del Sistema Educativo Nacional, y se propone escolarizar a los alumnos de los niveles (Inicial,primario,secundario) obligatorios que enferman y se encuentran imposibilitados de concurrir a su escuela, garantizando de esta manera la igualdad de oportunidades y posibilidades y el efectivo cumplimiento del derecho a la educación.